# Przytocko
Przytocko (kaszb. Przëtockò, niem. Pritzig) – wieś w Polsce położona w województwie pomorskim, w powiecie słupskim, w gminie Kępice.
W miejscowości znajduje się przystanek kolejowy Przytocko.
W latach 1975–1998 miejscowość położona była w województwie słupskim.
- Przytocko